# Élections municipales de 2020 à Mulhouse
Pour un article plus général, voir Élections municipales de 2020 dans le Haut-Rhin.
Pour les articles homonymes, voir Élections municipales à Mulhouse.
Le premier tour des élections municipales françaises de 2020 à Mulhouse  a eu lieu le 15 mars 2020. Le second tour, initialement prévu le 22 mars 2020, est reporté en raison de la pandémie de maladie à coronavirus. Face à la crise sanitaire liée au coronavirus Covid-19 qui frappe particulièrement le département du Haut-Rhin, la tenue des élections municipales nécessite des moyens mis en place par la mairie pour limiter la propagation (gants, gel hydroalcoolique, stylos et machines de votes désinfectées régulièrement au cours de la journée...).

## Mode de scrutin
Le mode de scrutin à Mulhouse est celui des villes de plus de 1 000 habitants. Dans les communes de 1 000 habitants et plus, l'élection des conseillers municipaux se déroule selon un scrutin de liste à deux tours avec représentation proportionnelle : les candidats se présentent en listes complètes avec la possibilité de deux candidats supplémentaires. Lors du vote, on ne peut faire ni adjonction, ni suppression, ni modification de l'ordre de présentation des listes. Un deuxième tour est organisé si aucune liste n'atteint la majorité absolue et au moins 25 % des inscrits au premier tour. Seules les listes ayant obtenu aux moins 10 % des suffrages exprimés peuvent s'y présenter. Les listes ayant obtenu au moins 5 % des suffrages exprimés peuvent fusionner avec une liste présente au second tour.
Afin de déterminer le nombre de sièges par liste, on attribue d'abord la moitié (arrondie si nécessaire à l'entier supérieur) des sièges à pourvoir à la liste qui a le plus de voix ; les autres sièges sont répartis entre toutes les listes présentes au dernier tour ayant eu plus de 5 % des suffrages exprimés (y compris la liste majoritaire) à la représentation proportionnelle à la plus forte moyenne.
Particularité de la ville, le vote s'opère avec des machines à voter qui sont présentes dans les 64 bureaux de vote mulhousiens.

## Contexte

### Contexte et enjeux
Élu en 2014, le maire de Mulhouse, Jean Rottner, cède son fauteuil à la suite de son élection à la présidence de la région Grand-Est le 20 octobre 2017. La loi interdisant de cumuler la présidence de deux exécutifs, il est remplacé par sa première adjointe, Michèle Lutz. Il reste cependant élu au conseil municipal de Mulhouse en qualité de premier adjoint.  
Le groupe majoritaire (41 élus) exclut deux de ses membres fin 2018 (Fatima Jenn, ex-adjointe) et début 2019 (Denis Rambaud) tandis qu'Emmanuelle Suarez, élue de l'opposition, rejoint la majorité.  
En juin 2019, la majorité municipale obtient le ralliement de 4 élus du groupe d'opposition socialiste Mulhouse solidaire et fraternelle (Claudine Boni Da Silva, Dominique Caprili, Malika Schmidlin Ben M'Barek et Hasan Binici). La majorité détient désormais 44 élus à moins d'un an des municipales.
Souhaitant briguer le mandat de maire et sollicitant pour cela l'investiture de La République en marche, Lara Million, conseillère municipale de la majorité, quitte Les Républicains dont elle était issue. Elle est finalement soutenue officiellement par le parti présidentiel début octobre 2019 et annonce quitter le groupe majoritaire au conseil municipal. Son départ entraîne celui de trois autres élus du groupe. 

### Contexte électoral
| Scrutin             | Circ.               | 1er tour | 1er tour | 1er tour | 1er tour | 1er tour | 1er tour | 1er tour | 1er tour | 1er tour | 1er tour | 1er tour | 1er tour | 2d tour     | 2d tour     | 2d tour     | 2d tour     | 2d tour     | 2d tour     | 2d tour     | 2d tour     | 2d tour     |
| Scrutin             | Circ.               | 1er      | 1er      | %        | 2e       | 2e       | %        | 3e       | 3e       | %        | 4e       | 4e       | %        | 1er         | 1er         | %           | 2e          | 2e          | %           | 3e          | 3e          | %           |
| ------------------- | ------------------- | -------- | -------- | -------- | -------- | -------- | -------- | -------- | -------- | -------- | -------- | -------- | -------- | ----------- | ----------- | ----------- | ----------- | ----------- | ----------- | ----------- | ----------- | ----------- |
| Municipales 2014    | Municipales 2014    |          | UMP      | 42,16 %  |          | PS       | 31,39 %  |          | FN       | 21,85 %  |          | FG       | 3,05 %   |             | UMP         | 45,77 %     |             | PS          | 36,67 %     |             | FN          | 17,55 %     |
| Européennes 2014    | Européennes 2014    |          | FN       | 23,20 %  |          | UMP      | 20,85 %  |          | PS       | 13,24 %  |          | UDI      | 10,39 %  | tour unique | tour unique | tour unique | tour unique | tour unique | tour unique | tour unique | tour unique | tour unique |
| Régionales 2015     | Régionales 2015     |          | LR       | 30,47 %  |          | FN       | 28,97 %  |          | PS       | 16,05 %  |          | EELV     | 7,75 %   |             | LR          | 56,03 %     |             | FN          | 28,16 %     |             | DVG         | 15,81 %     |
| Présidentielle 2017 | Présidentielle 2017 |          | EM       | 22,79 %  |          | LFI      | 22,74 %  |          | FN       | 19,70 %  |          | LR       | 18,93 %  |             | EM          | 70,58 %     |             | FN          | 29,42 %     | pas de 3e   | pas de 3e   | pas de 3e   |
| Législatives 2017   | 5e                  |          | LREM     | 36,89 %  |          | DVD      | 19,33 %  |          | FN       | 13,21 %  |          | LFI      | 10,44 %  |             | LREM        | 52,99 %     |             | DVD         | 47,01 %     | pas de 3e   | pas de 3e   | pas de 3e   |
| Législatives 2017   | 6e                  |          | LREM     | 28,59 %  |          | FN       | 18,48 %  |          | LFI      | 13,63 %  |          | UDI      | 10,97 %  |             | LREM        | 63,54 %     |             | FN          | 36,46 %     | pas de 3e   | pas de 3e   | pas de 3e   |
| Européennes 2019    | Européennes 2019    |          | LREM     | 22,41 %  |          | RN       | 21,77 %  |          | EÉLV     | 13,71 %  |          | LFI      | 7,35 %   | tour unique | tour unique | tour unique | tour unique | tour unique | tour unique | tour unique | tour unique | tour unique |

## Candidats

### Déclarés
- Loïc Minery (EÉLV), 33 ans, enseignant. porte-parole d'Europe Écologie - Les Verts en Alsace depuis 2018, anciennement candidat remplaçant aux élections législatives de 2017 dans la 5e circonscription du Haut-Rhin[3]. En juin 2019, il est désigné tête de liste Mulhouse Cause commune, rassemblement des écologistes et de la gauche. Outre Europe Écologie Les Verts, la liste réunie Génération écologie, Génération.s, La France insoumise, le Parti communiste français, la Gauche républicaine et socialiste[4] et Alternatives et autogestion[5].

- Christelle Ritz (RN), 42 ans, professeur d'allemand au lycée. Elle était candidate aux élections municipales de 2008 sur la liste de Jean-Marie Bockel (en 14e position). Après avoir été élue, elle est nommée adjointe aux questions sociales sous le mandat de Bockel mais également sous celui de son successeur, Jean Rottner. En 2012, elle devient conseillère municipale déléguée aux universités. Elle est ensuite exclue du groupe majoritaire en 2013, elle siège alors comme sans étiquette dans l'opposition. Elle rejoint le FN en 2015[6]. Elle est soutenue par La Droite populaire[7].

- Lara Million (DVD, investie par LREM), 51 ans : l'investiture de LREM a fait l'objet d'une intense bataille entre Fatima Jenn (ancienne adjointe et actuelle conseillère départementale pour le canton de Mulhouse-2), Lara Million (conseillère départementale du canton de Mulhouse-3, vice-présidente de M2A et candidate LR dissidente aux élections législatives de 2017 dans la 6e circonscription du Haut-Rhin) et Frédéric Marquet (manager du commerce, ancien élu municipal et actuel président de l’association Mulhouse j’y crois). Elle est rejointe par le Mouvement démocrate (MoDem)[8], Agir[9], le Parti socialiste[4], le Parti animaliste[10] et le Mouvement écologiste indépendant[11]. Le député MoDem Bruno Fuchs figure sur la liste[8]

- Fatima Jenn (sans étiquette), 56 ans : malgré la décision de la commission nationale d'investiture d'En Marche, Fatima Jenn annonce qu'elle sera candidate pour son association, Osons Mulhouse[12].

- Michèle Lutz, 61 ans : Michèle Lutz, titulaire d’un brevet de maîtrise de coiffeur et d’une capacité en droit, a été artisan-exploitant d’un salon de coiffure à Mulhouse pendant plus de trente ans, et tout particulièrement engagée en faveur de l’artisanat (présidente de la corporation des coiffeurs de 2006 à 2016, vice-présidente de la chambre des métiers et de l’artisanat). Première adjointe de Jean Rottner depuis 2014 elle a été élue maire le 3 novembre 2017. Par ailleurs, première vice-présidente de Mulhouse Alsace Agglomération chargée de l’enseignement, des nouvelles économies émergentes, de l’emploi et de la formation depuis janvier 2017 et elle est également présidente de l’association Sémaphore Mulhouse Sud-Alsace depuis 2014.

### Renoncement
- Alain Favaletto, ex-secrétaire départemental du RN 68 (poste qu'il occupe jusqu'en juin 2019), il souhaite monter une liste divers droite.

- Régis Baschung (Unser Land), 56 ans, technicien, mènera la liste Mulhouse pour tous / Milhüsa fer allà soutenue par Unser Land, par Régions et peuples solidaires et par des citoyens engagés pour la ville de Mulhouse, pour la Démocratie directe, l'éthique financière et le climat. Il rejoint Romain Spinali et sa liste J'aime Mulhouse en étant en 3e position sur cette liste.

## Sondages
| Sondeur    | Date           | Panel | LO     | EÉLV   | PS         | LREM    | LR   | RN   |
| Sondeur    | Date           | Panel | Wostyn | Minery | Schweitzer | Million | Lutz | Ritz |
| ---------- | -------------- | ----- | ------ | ------ | ---------- | ------- | ---- | ---- |
| Sondeur    | Date           | Panel |        |        |            |         |      |      |
| OpinionWay | septembre 2018 | 1 003 | 4 %    | 17 %   | 12 %       | 10 %    | 44 % | 13 % |
| OpinionWay | septembre 2018 | 1 003 | 5 %    | 18 %   | 12 %       | ---     | 50 % | 15 % |

## Résultats
|                                                          |                          |                                  |              |              |             |             |        |        |  |
| Tête de liste                                            | Tête de liste            | Liste                            | Premier tour | Premier tour | Second tour | Second tour | Sièges | Sièges |  |
| Tête de liste                                            | Tête de liste            | Liste                            | Voix         | %            | Voix        | %           | CM     | CC     |  |
|                                                          | Michèle Lutz             | Divers Droite - Les Républicains | 4 189        | 33,66        | 4 547       | 38,60       | 39     | 29     |  |
| Mulhouse en grand avec Michèle Lutz & Jean Rottner       |                          |                                  | 4 189        | 33,66        | 4 547       | 38,60       | 39     | 29     |  |
|                                                          | Loïc Minery              | EÉLV - G·s - LFI - PCF           | 2 733        | 21,96        | 3 207       | 27,22       | 7      | 5      |  |
| Mulhouse cause commune                                   |                          |                                  | 2 733        | 21,96        | 3 207       | 27,22       | 7      | 5      |  |
|                                                          | Lara Million             | LREM - MoDem - Agir              | 2 506        | 20,13        | 2 705       | 22,96       | 6      | 5      |  |
| Mulhouse en vrai                                         |                          |                                  | 2 506        | 20,13        | 2 705       | 22,96       | 6      | 5      |  |
|                                                          | Christelle Ritz          | RN - LDP                         | 1 503        | 12,07        | 1 319       | 11,19       | 3      | 2      |  |
| Rassemblement pour Mulhouse                              |                          |                                  | 1 503        | 12,07        | 1 319       | 11,19       | 3      | 2      |  |
|                                                          | Fatima Jenn              | LREM dissidente                  | 988          | 7,93         |             |             |        |        |  |
| Osons Mulhouse                                           |                          |                                  | 988          | 7,93         |             |             |        |        |  |
|                                                          | Romain Spinali           | UL                               | 293          | 2,35         |             |             |        |        |  |
| J'aime Mulhouse                                          |                          |                                  | 293          | 2,35         |             |             |        |        |  |
|                                                          | Julien Wostyn            | LO                               | 232          | 1,86         |             |             |        |        |  |
| Lutte ouvrière – Faire entendre le camp des travailleurs |                          |                                  | 232          | 1,86         |             |             |        |        |  |
|                                                          |                          |                                  |              |              |             |             |        |        |  |
| Votes valides                                            | Votes valides            | Votes valides                    | 12 444       | 97,29        | 11 778      | 97,52       |        |        |  |
| Votes blancs                                             | Votes blancs             | Votes blancs                     | 346          | 2,71         | 299         | 2,48        |        |        |  |
| Votes nuls                                               | Votes nuls               | Votes nuls                       | 0            | 0,00         | 0           | 0,00        |        |        |  |
| Total                                                    | Total                    | Total                            | 12 790       | 100          | 12 077      | 100         | 55     | 41     |  |
| Abstention                                               | Abstention               | Abstention                       | 36 318       | 73,96        | 37 080      | 75,43       |        |        |  |
| Inscrits / participation                                 | Inscrits / participation | Inscrits / participation         | 49 108       | 26,04        | 49 157      | 24,57       |        |        |  |

### Structure du Conseil Municipal
- Le 26 septembre 2024, 8 élus du groupe "Mulhouse en Grand" sont exclus de la majorité municipale alors qu'ils demanderont "plus de débat en interne". En réponse, ils formeront le groupe "Mulhouse Au Cœur"[14].

|                                        |       |          |      |                        |                                |
| Maire de Mulhouse                      |       |          |      |                        |                                |
| Michèle Lutz (LR)                      |       |          |      |                        |                                |
| Parti                                  | Sigle | Sigle    | Élus | Groupe                 | Président                      |
| Majorité (32 sièges)                   |       |          |      |                        |                                |
| Les Républicains                       |       | LR       | 11   | Mulhouse en grand      | Florian Colom (LR)             |
| Divers droite                          |       | DVD      | 10   | Mulhouse en grand      | Florian Colom (LR)             |
| Union des démocrates et indépendants   |       | UDI      | 10   | Mulhouse en grand      | Florian Colom (LR)             |
| Pour une écologie populaire et sociale |       | PEPS     | 1    | Mulhouse en grand      | Florian Colom (LR)             |
| Opposition (23 sièges)                 |       |          |      |                        |                                |
| Divers centre                          |       | DVC      | 5    | Mulhouse Au Coeur      | Alfred Oberlin (Divers centre) |
| Horizons                               |       | Horizons | 2    | Mulhouse Au Coeur      | Alfred Oberlin (Divers centre) |
| Mouvement démocrate                    |       | MoDem    | 1    | Mulhouse Au Coeur      | Alfred Oberlin (Divers centre) |
| Europe Écologie Les Verts              |       | EÉLV     | 2    | Mulhouse cause commune | Loïc Minery (EÉLV)             |
| Génération.s                           |       | G·s      | 2    | Mulhouse cause commune | Loïc Minery (EÉLV)             |
| La France insoumise                    |       | LFI      | 1    | Mulhouse cause commune | Loïc Minery (EÉLV)             |
| Parti communiste français              |       | PCF      | 1    | Mulhouse cause commune | Loïc Minery (EÉLV)             |
| La République en marche                |       | LREM     | 2    | M Mulhouse!            | Antoine Ehret (Agir)           |
| Mouvement démocrate                    |       | MoDem    | 1    | M Mulhouse!            | Antoine Ehret (Agir)           |
| Agir                                   |       | Agir     | 1    | M Mulhouse!            | Antoine Ehret (Agir)           |
| Divers centre                          |       | DVC      | 1    | M Mulhouse!            | Antoine Ehret (Agir)           |
| Rassemblement national                 |       | RN       | 1    | Non-inscrits           | Non-inscrits                   |
| La Droite populaire                    |       | LDP      | 1    | Non-inscrits           | Non-inscrits                   |
| Divers extrême droite                  |       | EXD      | 1    | Non-inscrits           | Non-inscrits                   |
| Parti socialiste                       |       | PS       | 1    | Non-inscrits           | Non-inscrits                   |